# Göingeplan
Göingeplan är en mindre park i delområdet Norra Sofielund i stadsdelen Södra Innerstaden i Malmö.
På Göingeplan finns en lekplats och en boulebana.

## Omgivning
Göingeplan är omgivet av lägenhetshus, såväl bostads- som hyresrätter. Parken gränsar till Osbygatan i väst, Brobygatan i norr och Hässleholmsgatan i söder. Direkt öster om parkytan ligger fastigheten Aftonen 7 som har adress Göingeplan 10A–10C.
I en fastighet intill Göingeplan, på hörnet Osbygatan/Brobygatan, låg tidigare en jourlivs. Lokalen är i juli 2023 tom.